# Гармаева, Мария Чириповна
Мария Чириповна Гармаева (род. 1936) — советский, бурятский педагог. Народный учитель СССР (1983).

## Биография
Мария Гармаева родилась в 1936 году в улусе Угнасай (ныне в Курумканском районе Республики Бурятия).
С 1943 года училась в Угнасайской начальной школе, затем в Курумканской средней школе. В 1957 году окончила физико-математический факультет Бурятского педагогического института (ныне Бурятский государственный университет).
За период длительной педагогической деятельности ей пришлось преподавать математику в средних школах почти всех сел Курумканского района (Аргада (1957—1959), Тунгэн (1959—1961), Дырен (1961—1968), куда переводили её мужа — Доржи Домбоевича Гомбоева, заслуженного зоотехника Республики Бурятия, кавалера ордена Трудового Красного Знамени.
С 1968 года работала учителем математики Гаргинской средней школы.
Была делегатом III-го Всесоюзного (1978), Всероссийского и Бурятского съездов учителей.
Бессменный руководитель межрайонного методкомитета по математике, автор и редактор известных методических разработок.
В числе ее выпускников доктора и кандидаты наук, победители районных и республиканских математических олимпиад.
Известна и как лектор общества «Знание», на протяжении многих лет работала секретарем первичной партийной организации ряда школ района. Избиралась депутатом райсовета и членом бюро Курумканского райкома партии.

### Семья
Имеет троих детей.

## Награды и звания
- Заслуженный учитель школы РСФСР (1980)
- Народный учитель СССР (1983)
- Медаль «В ознаменование 100-летия со дня рождения Владимира Ильича Ленина»
- Медаль «Ветеран труда»
- «Учитель-методист» (1982)
- Почётный знак «Отличник народного просвещения РСФСР» (1973)
- Почётная грамота Министерства образования и науки Бурятской АССР (1966)
- Почётные грамоты Президиумов Верховных Советов РФ и Республики Бурятия
- Почётный гражданин Республики Бурятия (2017)